# Cymothoa hermani
Cymothoa hermani es una especie de crustáceo isópodo marino del género Cymothoa, familia Cymothoidae. Fue descrita científicamente por Hadfield, Bruce & Smit en 2011.

## Distribución
Esta especie se encuentra en Australia y la isla miwi.